# 拉马尔·格林
拉马尔·安东尼·格林（英語：Lamar Anthony Green，1947年3月22日—），美国NBA联盟前职业篮球运动员。他在1969年的NBA选秀中第3轮第33顺位被菲尼克斯太阳选中。